# Vitjazmaia
Vitjazmaia is een geslacht van kreeftachtigen uit de klasse van de Malacostraca (hogere kreeftachtigen).

## Soort
- Vitjazmaia latidactyla Zarenkov, 1994